# Dubrave (gmina Jajce)
Dubrave – wieś w Bośni i Hercegowinie, w Federacji Bośni i Hercegowiny, w kantonie środkowobośniackim, w gminie Jajce. W 2013 roku liczyła 2 mieszkańców.